# Currency school

La Currency School est une école de pensée économique du début du XIXe siècle. Formée à l'origine par un groupe d'économistes britanniques, elle défend l'idée selon laquelle la quantité de monnaie en circulation doit être corrélée à la détention d'or et d'argent de la banque centrale (currency principle). Ses plus éminents auteurs sont David Ricardo, Henry Thornton et Robert Torrens.

## Concept
David Ricardo, économiste classique, écrit dans les années 1810 au sujet de la valeur de la monnaie. Il considère qu'elle n'est qu'un voile, et non une richesse en soi. Il défend ainsi la mise en œuvre d'un principe d'émission de monnaie contrôlée : afin d'éviter toute inflation ou crise économique, il s'agit d'imposer une couverture métallique à l'émission de billets. Dès lors que tous les billets en circulation dans le système économique ont pour contrepartie la détention de métaux précieux par les banques, il ne peut y avoir d'inflation. La stabilité de la valeur des billets serait ainsi garantie conformément au standard d'étalon or.
La Currency school s'oppose ainsi à la Banking school. Cette dernière donne plus d'autonomie aux banques. Elle considère en effet que le crédit bancaire n'est pas inflationniste par nature car les banques, via le canal du crédit, ne font que répondre à la demande exprimée par les ménages et les entreprises. L'offre de monnaie est, pour la Banking school, endogène à l'économie, c'est-à-dire qu'elle est liée aux besoins mêmes de l'économie, alors que pour la Currency school, l'offre de monnaie étant déterminée par une entité supérieure, elle est exogène.
La controverse naît de la pratique de la banque d'Angleterre, qui suspend la convertibilité en or de ses billets entre 1797 et 1819, et augmente son émission en se basant sur d'autres biens que l'or, en application de la doctrine des effets réels.

## Application
La Currency school remporte (au moins en théorie) le débat politique et sert de base doctrinale à l'adoption du Bank Charter Act, qui réglemente en trois étapes, 1826, 1833 et 1844, l'émission de billets en fonction de la détention d'or. En pratique cependant des suspensions auront lieu (en 1847, 1857, 1866...).
Le currency principle n'a pas freiné la croissance du XIXe siècle, mais ses détracteurs considèrent que ses (supposés) désavantages ont peut-être été compensés par le formidable accroissement du stock mondial d'or (et d'argent) en circulation à cette époque, avec les nombreuses découvertes de métal précieux dans le cadre des ruées vers l'or (de 1848 en Californie, celle qui a suivi en 1851 en Australie...), mais surtout les formidables progrès de l'extraction dans les mines d'or sud-africaines à partir des années 1890, procurant les heures fastes de l'histoire des mines d'or.
La panique financière de 1857 a montré ses limites.